# غاتا
غاتا قرية تقع في جزيرة بوا فيستا إحدى جزر الرأس الأخضر، على مسافة 35 كم جنوب شرق من عاصمة الجزيرة سال ري. وهي مربوطة بطريق ترابي، ويوجد قربها شاطئ برايا دي غاتاس وهو غير مستغل